# Northern Limit Line

Mapa ukazująca przebieg linii

Northern Limit Line (NLL) – sporna linia demarkacyjna na Morzu Żółtym, rozdzielająca Koreę Północną i Południową, stanowiąca de facto granicę pomiędzy oboma krajami.
Linia została jednostronnie przyjęta przez siły zbrojne ONZ 30 sierpnia 1953 roku, gdyż Korea Północna nie przyjęła porozumienia i nie jest nadal oficjalnie uznana przez stronę północną. Oficjalnie sprawa NLL nie jest uwzględniona w porozumieniach kończących wojnę koreańską.
Linia pozostawia po południowej stronie grupę wysp, w tym największą Paengnyŏng, natomiast wybrzeże, przy którym leżą stanowi własność Północy. Na lądzie jej przedłużenie stanowi Koreańska Strefa Zdemilitaryzowana.